# Herman Wallengren
Sture Herman Leopold Wallengren (ursprungligen Svensson), född den 20 september 1879 i Lund, död den 8 november 1949 i Landskrona, var en svensk läkare.
Wallengren avlade mogenhetsexamen i Lund 1897 och blev samma år student vid Lunds universitet, där han avlade medicine kandidatexamen 1902 och medicine licentiatexamen 1907. Han var extra ordinarie amanuens vid histologiska institutionen i Lund fyra månader 1900, amanuens där åtta månader 1901, vid Malmö allmänna sjukhus sex månader 1904, amanuens vid medicinska kliniken vid Lunds lasarett fem månader 1905 och sju månader 1906, vid pediatriska kliniken där fem månader 1906, tillförordnad extra provinsialläkare i Kils distrikt två månader 1905 och i Teckomatorps distrikt två månader 1907. Wallengren var praktiserande läkare i Landskrona från 1907 till sin död. Han var tillförordnad stadsläkare där 1928–1930 och ordinarie stadsläkare 1931–1944. Wallengren var dispensärläkare i Landskrona 1919–1944, järnvägsläkare vid Landskrona–Billesholms järnväg 1923–1944, läkare vid folkskoleseminariet i Landskrona från 1927, gruvläkare i Billesholm 1915–1932 och läkare vid länssjukhemmet där från 1928. Han var stadsfullmäktig i Landskrona 1911–1915. Wallengren blev riddare av Vasaorden 1944.
Herman Wallengren var son till Mårten Svensson och Olivia Wallengren. Han vilar i samma grav som sina bröder Axel och Sigfrid Wallengren på Norra kyrkogården i Lund.